# Moravské Lieskové
Moravské Lieskové je naseljeno mjesto u okrugu Nové Mesto nad Váhom u  Trenčínskom kraju u Slovačkoj.

## Stanovništvo
| Godina:     | 1993. | 2003.   | 2013.   | 2023.   |
| ----------- | ----- | ------- | ------- | ------- |
| Broj ljudi: | 2606  | 2453    | 2524    | 2518    |
| Razlika:    |       | -5,87 % | +2,89 % | -0,23 % |

| Godina:     | 2022. | 2023.   |
| ----------- | ----- | ------- |
| Broj ljudi: | 2501  | 2518    |
| Razlika:    |       | +0,67 % |

Prema podacima o broju stanovnika iz 2023. godine naselje je imalo 2518 stanovnika.

## Vanjske poveznice
|  | Zajednički poslužitelj ima još gradiva o temi Moravské Lieskové |

- Službena stranica naselja (sl.)